# Akram Monfared Arya
Akram Monfared Arya foi a primeira mulher piloto de aeronaves do Irão. Ela nasceu em Teerão, em 1946. Em 1974, apesar de já estar casada, ela continuou a sua educação e transformou sua vida, tendo passado de dona de casa para piloto de aeronaves, tornando-se assim na primeira mulher do Irão detentora de uma licença de pilotagem.